# Lưu Lao Chi
Lưu Lao Chi (chữ Hán: 劉牢之, ? - 402), tên tự là Đạo Kiên (道堅), nguyên quán ở huyện Bành Thành, là đại tướng dưới thời Đông Tấn trong lịch sử Trung Quốc.
Xuất thân trong một gia đình nhiều đời phục vụ cho nhà Tấn, năm 377 Lưu Lao Chi đầu quân và nhanh chóng lập được nhiều chiến công nên được phong chức Ưng Dương tướng quân rồi Bắc phủ tướng quân. Sau đó ông tiếp tục khẳng định tài năng trong các trận chiến giữa quân Tấn với các nước phía bắc như trận Phì Thủy với Tiền Tần, chiến dịch bắc phạt của Tạ Huyền, đánh bại quân phản loạn của Lưu Lê, đánh thắng sự xâm lược của Tiền Tần,... góp phần bảo vệ biên giới phía bắc. Tuy nhiên đến năm 394, do thất bại trong việc chống lại sự xâm lăng của Hậu Yên nên ông bị miễn chức quan, về sau lại được Vương Cung cất nhắc và trở thành tướng dưới quyền của Cung. Đến năm 398, Vương Cung do tranh chấp với Tư Mã Thượng Chi nên xuất quân thảo phạt Kiến Khang. Lưu Lao Chi do sự xúi giục của Cối Kê thế tử Tư Mã Nguyên Hiển nên quyết định đầu hàng triều đình và sau đó bắt sống Vương Cung rồi lui quân về Kinh Khẩu. Trong thời gian này ông tiếp tục tham gia đánh dẹp cuộc khởi nghĩa của Tôn Ân. Đến năm 402, khi Tư Mã Nguyên Hiển thảo phạt Hoàn Huyền ở Kinh châu, Lưu Lao Chi quay sang ủng hộ Hoàn Huyền và chống lại Tư Mã Nguyên Hiển. Đến khi Hoàn Huyền chiếm được Kiến Khang, lập tức đoạt lại binh quyền của ông. Bất mãn, Lưu Lao Chi tìm cách chống lại Huyền nhưng cuối cùng thất bại và bị bức tự sát vào cùng năm. Thi hài ông bị Hoàn Huyền đào lên và cho chém đầu.

## Xuất thân và đầu quân
Cụ bốn đời của Lưu Lao Chi tên là Lưu Hi, nhờ có tài thiện xạ nên theo phò Tấn Vũ Đế (265 - 291), vua đầu tiên của nhà Tấn, làm quan đến chức Nhạn Môn thái thú. Đến đời cha của ông tên là Lưu Kiến, nhờ giỏi võ nên được tham gia vào quân đội triều đình, làm tướng đến chức Chinh Lỗ tướng quân. Sử sách không nêu rõ Lưu Lao Chi chào đời vào năm nào và miêu tả ông có khuôn mặt đỏ, tính tình trầm tính, cương nghị và nhiều mưu kế.
Năm 377, tướng quân Tạ Huyền được lãnh chức thứ sử Duyện châu, giữ nhiệm vụ trấn thủ vùng Quảng Lăng để đối phó với sự uy hiếp của nhà Tiền Tần ở phía bắc. Để củng cố lực lượng, Tạ Huyền cho tuyển mộ binh lính tăng cường thực lực. Lưu Lao Chi cùng với Hà Khiêm ở quận Đông Hải, Gia Cát Khản ở Lang Nha, Cao Hành ở quận Nhạc An, Lưu Quỹ ở quận Đông bình, Điền Lạc ở quân Tây Hà và Tôn Vô Chung ở quận Tấn Lăng đến ứng tuyển. Tạ Huyền bèn dùng Lưu Lao Chi làm tiên phong. Nhiều lần ra trận ông đều giành được chiến thắng, làm giặc phải khiếp sợ. Từ đó đội quân của Tạ Huyền còn được gọi là Bắc phủ quân.
Năm 379, tướng Câu Nan của Tiền Tần đưa quân xuống phía nam, công đánh Vu Thai rồi cùng Bành Siêu, Mao Đương tiến công đến quận Hoàn Nam, vây khốn vùng Hu Dị, Quảng Lăng và Tam A, làm triều đình hoảng sợ. Tạ Huyền đích thân đưa quân cứu Tam A. Lưu Lao Chi cùng đi theo, nhanh chóng giải vây Tam A rồi tiến công Hu Dị, đại phá quân Tần. Lưu Lao Chi thu được thuyền chiến của quân Tần. Nhờ chiến công này, Tạ Huyền được phong làm Thứ sử Từ châu và dời sang Kinh Khẩu, còn Lưu Lao Chi được thăng làm Ưng Dương tướng quân, giữ chức Quảng Lăng tướng thay thế Tạ Huyền. Quân đội mà Tạ Huyền thống lãnh được xưng tụng là Bắc phủ quân.　

## Tham gia trận Phì Thủy
Từ năm 378, nước Tiền Tần sau khi thống nhất ở miền bắc đã liên tiếp mở các cuộc tấn công vào các thành phía bắc nhà Tấn như Tương Dương, Ngụy Hưng , Bành Thành, Hoài Âm, Vu Thai, uy hiếp nghiêm trọng đến sự tồn tại của nhà Tấn. Để đối phó, nhà Tấn sai Tạ Huyền lên phía bắc chống cự, tạm thời kéo dài được một thời gian. Đến năm 383, Lưu Lao Chi cùng với Thứ sử Kinh châu Hoàn Xung đưa 10 vạn quân tấn công Tiền Tần, được tướng giữ chức Tuyên Thành nội sử Hồ Bân đưa quân đến Thọ Dương tiếp thêm thanh thế. Lưu Lao Chi được lệnh dẫn 2000 quân đến chỗ Hồ Bân làm hậu kế, tuy nhiên đến tháng 7 Hoàn Xung rút quân.
Sang tháng 8 cùng năm, vua Tần là Phù Kiên dẫn đại quân xuống phía nam hòng bóp nát nhà Tấn. Tướng tiên phong của Tiền Tần là Phù Dung (em trai Phù Kiên) mang 27 vạn quân đi trước, tiến đến Dĩnh Khẩu. Sang tháng 9, Phù Kiên đưa quân đánh Hạng Thành rồi tiếp tục tiến đánh Uy Dương, Bành Thành, Hán Giang. Tấn Hiếu Vũ Đế cử Tạ Huyền làm tiên phong, dẫn 8 vạn quân ra đương đầu với quân Tần. Sang tháng 10, tướng Tần là Mộ Dung Thùy đánh Vân Thành, Phù Dung đánh Hiệp Thạch và Lương Thành đánh Lạc Hà. Trước tình thế đó, Tạ Huyền cử Hồ Bân và Lưu Lao Chi mang quân kháng cự, nhưng ban đầu chưa thành công. Sang tháng 11, Tạ Huyền lại sai Lưu Lao Chi mang 5 nghìn quân sĩ đến Lạc Gián. Lưu Lao Chi dùng thủy quân và lục quân tiến công, nhân lúc quân Tần chưa qua sông hết, dùng kị binh đánh thẳng vào đội hình quân Tần, giết chết chủ tướng Lương Thành và Vương Hiển, Vương Vịnh cùng hàng chục viên tướng, giết được hơn vạn quân Tần và thu được nhiều khí giới. Thừa thắng ông kéo đến thành Hạp Thạch. Về sau, Tạ Huyền cùng Tạ Thạch đem quân đại phá Phù Kiên ở Phì Thủy, đánh tan cuộc xâm lược của Tiền Tần và bảo vệ vững chắc giang sơn nhà Tấn.

## Theo Tạ Huyền bắc phạt
Năm 384, Tiền Tần rối loạn. Các nước ở miền bắc liên tiếp nổi dậy li khai, tái lập lại thế chia cắt ở miền bắc. Lưu Lao Chi thừa cơ hội đó đánh vào Tiếu Thành ở miền bắc. Sau đó ông được triều đình thăng làm Long tướng quân, Bành Thành nội sử và được phong thực ấp 500 hộ ở phía nam huyện Vũ Cương. Cùng năm đó, triều đình nhà Tấn tiến hành bắc phạt, cử Tạ Huyền làm Tiên phong đô đốc chỉ huy đại quân. Lưu Lao Chi tham gia trong trận chiến này và được lệnh dẫn quân tiến công tướng Tần Trương Sùng đang giữ Duyện châu. Trước sự tấn công của Lưu Lao Chi, Trương Sùng thua trận bỏ chạy. Nhân đó Lao Chi tiến vào chiếm Quyên Thành, nắm giữ phần lớn thành ở phía nam Hoàng Hà.
Cũng trong thời gian này, Mộ Dung Thùy ở miền bắc kiến lập nước Hậu Yên và ra sức khuếch trương thanh thế, cho quân tấn công Phù Phi ở Nghiệp Thành nhưng sau tạm lui. Ngay sau đó, quân Tấn tiến đánh Nghiệp Thành, thủ hạ của Phù Phi là Dương Ưng, Khương Nhượng và Tiêu Quỳ thay mặt Phi đầu hàng nhà Tấn. Về sau quân Yên trở lại tấn công, đánh tan quân Tấn, Mộ Dung Thùy bỏ thành mà chạy. Năm 385, Tạ Huyền sai Lưu Lao Chi tiến công Phương Đầu để cứu Phù Phi. Sau đó Lưu Lao Chi tiếp tục đưa quân tiến công thái thú Lưu Phủ của Hậu Yên ở Lê Dương, Mộ Dung Thùy đem quân cứu viện, đánh bại Lưu Lao Chi. Lao Chi đành phải rút về Lê Dương. Về sau, Mộ Dung Thùy một lần nữa tấn công và bao vây Nghiệp Thành. Đến tháng 4 cùng năm, Lưu Lao Chi lại đến Nghiệp Thành cứu viện, buộc Thùy phải lui quân về Tân Thành, sau lại lui về miền bắc. Lưu Lao Chi cùng thái thú Phái quận Điền Thứ dẫn quân theo truy kích, đuổi được hai trăm dặm đến Ngũ Trạch Kiều thì bị Mộ Dung Thùy đánh bại. Lưu Lao Chi thua trận, một mình một ngựa bỏ chạy, về sau thu thập lại tàn quân rồi rút lui về nam.
Sau trận đánh này, Lưu Lao Chi được giao nhiệm vụ trấn thủ vùng Hoài Âm rồi được thăng làm Thái thú Bành Thành.

## Đánh dẹp bạo loạn
Năm 389, người quận Bành Thành là Lưu Lê làm phản xưng đế ở Hoàng Khâu, Lưu Lao Chi bèn đem quân tiến đánh và dẹp tan lực lượng của Lưu Lê.
Sang năm 390 tướng Tiền Tần là Trương Ngô đưa quân tấn công nhà Tấn, đánh vào quận Thái Sơn. Lưu Lao Chi sai Hương Khâm dẫn quân cứu viện. Được tin đó phản tướng của Hậu Yên là Địch Liêu sai con trai là Địch Chiêu mang quân giúp Ngộ. Lưu Lao Chi đành tạm lui quân. Thấy tình hình yên ổn trở lại, Địch Chiêu cũng rút lui. Lưu Lao Chi được tin bèn quyết định trở lại tấn công, bình định lại quận Thái Sơn và cho quân truy kích Địch Chiêu, buộc Chiêu phải chạy về Hà Bắc. Đồng thời quân Tấn bắt sống được Trương Ngộ. Tiếp theo đó, ông đem quân đánh bại Địch Liêu ở Hoạt Đài và buộc Trương Nguyện đầu hàng.
Sang năm 393, Tư Mã Huy tụ hợp dân chúng ở núi Mã Đầu bàn mưu phản loạn, Lưu Lao Chi cử tướng Trúc Lãng Chi tiến đánh và bình định thành công. Tuy nhiên sang năm 394, vua Hậu Yên Mộ Dung Thùy sai con là Ác Nô mở một cuộc xâm lược vào lãnh thổ Đông Tấn, tiến vào Lẫm Khâu, thái thú Cao Bình là Từ Hàm Viễn sai sứ cáo cấp với Lưu Lao Chi nhưng ông không thể đem quân cứu, vì thế bị miễn quan tước.
Năm 397, Vương Cung dẫn quân vào kinh thành thảo phạt Vương Quốc Bảo, tiến cử Lưu Lao Chi trở về làm quan với chức vị là Nam Bành Thành nội sử và Phụ quốc tướng quân. Cùng năm, quan đại thần nhiếp chính là Cối Kê vương Tư Mã Đạo Tử sai giết chết Vương Quốc Bảo, Vương Cung mới lui về. Tuy nhiên đại thần Vương Nhã phản đối việc này, bèn dẫn quân truy kích đuổi theo. Vương Cung cử Lưu Lao Chi đem 5000 quân ra chống, đánh tan Vương Nhã. Nhờ công lao này, Lao Chi được thăng lên làm thái thú Tấn Lăng và theo phục vụ Vương Cung.

## Phản Vương Cung, theo triều đình
Mặc dù được trở lại chính trường nhưng địa vị của Lưu Lao Chi trong quân đội không còn được như trước, bị các tướng khác xem thường và không tiếp đãi đúng lễ. Điều này làm ông cảm thấy bị sỉ nhục và quyết tâm giành lại uy danh.
Năm 398 đời Tấn An Đế, Vương Cung liên kết cùng Ân Trọng Kham và Hoàn Huyền tiến công Kiến Khang lần thứ hai nhằm tiêu diệt lực lượng của Tiều vương Tư Mã Thượng Chi và đại thần Vương Du. Trước sự tấn công của Vương Cung, Tấn triều cử Cối Kê thế tử Tư Mã Nguyên Hiển làm Chinh thảo đô đốc, đưa quân ra chống. Tư Mã Nguyên Hiển muốn đưa Lưu Lao Chi về phe mình, bèn sai thái thú Lư Giang là Cao Tố đến thuyết phục ông, hứa sẽ cho ông thay về vị trí thứ sử Thanh Duyện thay cho Vương Cung. Lưu Lao Chi đồng ý.
Tuy nhiên việc này bị tham quân của Vương Cung là Hà Đạm, vốn có hiềm khích với Lưu Lao Chi phát giác. Đạm lại đem việc ấy nói với Vương Cung. Cung không nghe, lại còn mời Lao Chi vào trại, bái làm anh và giao cho ông làm tiên phong, dẫn đại binh tiến đánh thành Trúc Lý, đồng thời sai Nhan Diên đến phụ tá ông. Khi đến Trúc Lý, Lưu Lao Chi bèn giết chết Nhan Duyên, quay sang đầu hàng Tấn triều. Sau đó ông sai con trai là Lưu Kính Tuyên và con rể Cao Nhã Chi tiến đánh Vương Cung. Vương Cung bị bắt sống, không lâu sau bị xử tử.
Sau cái chết của Vương Cung, Lưu Lao Chi được phong làm Đô đốc quân sự các châu Duyện, Thanh, U, Tịnh, Từ, Dương, thứ sử hai châu Thanh, Duyện và trấn thủ Kinh châu, đồng thời tiếp quản Bắc phủ quân. Nhưng bởi do là kẻ sĩ tốt đột nhiên vào triều, đứng trên mọi người nên Lưu Lao Chi không được lòng người. Về sau, Dương Thuyên Kì và Hoàn Huyền ra điều kiện nếu triều đình giết chết Lưu Lao Chi thì họ sẽ lui binh. Lúc đó Lưu Lao Chi bèn đưa quân từ Kinh Khẩu về Kiến Khang, Thuyên Kì và Huyền được tin cả sợ, bèn trở về Thái châu, Lao Chi cũng rút về Kinh Khẩu.

## Giao chiến với Tôn Ân
Năm 399, Tôn Ân từ đảo Chu San dẫn quân đánh vào các quận Cối Kê, được nhiều châu quận khác hưởng ứng, lực lượng đông tới 10 vạn, uy hiếp triều đình Kiến Khang. Lưu Lao Chi sai Hoàn Bảo và Lưu Kính Tuyên đem quân cứu viện các quận Cối Kê, Ngô và Ngô Hưng. Sau đó ông được tin nội sử Ngô quận Hoàn Khiêm bỏ thành mà trốn, bèn thượng biểu lên hoàng đế, yêu cầu thảo phạt Tôn Ân.
Lưu Lao Chi nhanh chóng xuất phát và đến được Ngô Quận, cùng tướng khác được triều đình phái tới là Tạ Diễm nhiều lần đánh thắng quân Tôn Ân, rồi thừa thắng tiếp tục tấn công. Triều đình biết việc này, bèn thăng ông làm Tiền tướng quân, Đô đốc Ngô quận chư quân sự. Sau đó ông tiếp tục vượt sông tiến công Tôn Ân. Tôn Ân bỏ chạy, Lao Chi dẫn quân đuổi theo, quân của ông tranh nhau cướp đoạt của cải và bắt nhiều bá tánh, nên bị mọi người bất mãn. Cuối cùng Tôn Ân trốn về hải đảo, Lưu Lao Chi cũng trở lại Kinh Khẩu.
Năm sau (400), Tôn Ân một lần nữa tiến đánh Cối Kê, giết chết Tạ Diễm. Lưu Lao Chi được thăng làm Trấn Bắc tướng quân, đô đốc quân sự năm quận Hội Kê, và được lệnh dẫn quân đánh dẹp. Tôn Ân bèn lui quân về Hải Đảo. Lưu Lao Chi đóng quân ở Thượng Ngu và phái các tướng giữ các huyện.
Sang năm 401, Tôn Ân lại đưa quân tiến vào Kinh Khẩu, Lưu Lao Chi bèn tiến đánh, buộc Tôn Ân lui quân. Tuy nhiên ít lâu sau, Ân lại đánh Ngô quận, giết nội sử Viên Sơn Tùng rồi theo đường biển tiến lên phía bắc đánh vào Kinh Khẩu, uy hiếp Kiến Khang. Lưu Lao Chi được tin bèn đưa quân từ Sơn Âm đến Kinh Khẩu giao chiến với Tôn Ân nhưng không thắng, lại phái thủ hạ Lưu Dụ (tức Vũ Đế nhà Lưu Tống sau này) đưa quân từ huyện Hải Diêm ra giúp, tiến quân đến Đàn Đồ. Với tài cầm quân của Lưu Dụ, quân Tấn nhanh chóng giành chiến thắng nhiều trận. Tôn Ân sau thất bại đó liền chấn chỉnh đội ngũ và lại uy hiếp Kiến Khang. Triều đình nghe tin bèn đưa quân phô ra để uy hiếp, đồng thời Lưu Lao Chi cũng đưa quân về. Tôn Ân đến Tân Châu được tin hoảng sợ, lại thêm thời tiết bất lợi bèn rút lên phía bắc, sau bị Lưu Dụ đánh bại và phải rút về hải đảo.

## Phản Nguyên Hiển theo Hoàn Huyền
Sau khi giành lấy quyền lực từ tay cha, Tư Mã Nguyên Hiển thực hiện kế hoạch tiêu diệt thế lực quân phiệt Hoàn Huyền ở Kinh châu. Tháng giêng năm 402, Nguyên Hiển bắt đầu ra quân, lấy Lưu Lao Chi làm Tiên phong đô đốc, Chinh Tây tướng quân, Giang châu sử, giao phó việc này cho ông. Tuy nhiên Lưu Lao Chi thấy Hoàn Huyền tuy tuổi trẻ nhưng đã có công danh hiển hách, Nguyên Hiển không thể là đối thủ của Hoàn Huyền, nên muốn đầu hàng Hoàn Huyền. Bấy giờ Trương Pháp Thuận lại khuyên Tư Mã Nguyên Hiển sai Lưu Lao Chi giết Hoàn Khiêm, tướng dưới trướng Hoàn Huyền để nắm lấy ưu thế trước. Tư Mã Nguyên Hiển lại thấy rằng Lưu Lao Chi không thể nào đối địch với Hoàn Huyền nên không chấp nhận. Đến khi Hoàn Huyền đưa quân chống quân thảo phạt của triều đình, lại sai Hà Mục đến thuyết hàng Lưu Lao Chi. Nghe lời Hà Mục, Lưu Lao Chi đồng ý theo về với Hoàn Huyền, đồng thời nhiều lần sai sứ giả qua lại thư tín với Hoàn Huyền. Lúc bấy giờ có Hà Vô Kị rất mực khuyên can ông, nhưng Lưu Lao Chi không chịu nghe.
Sang tháng 3 ÂL năm 402, Lưu Lao Chi sai con là Lưu Kính Tuyên đến doanh trại Hoàn Huyền đầu hàng. Hoàn Huyền muốn trừ Lao Chi, bèn nhân lúc Kính Tuyên ở trong doanh đem pháp thư và họa đồ cho Kính Tuyên xem, nhưng Tuyên không phát giác ra việc này.
Nhờ sự giúp đỡ của ông, Hoàn Huyền nhanh chóng đánh bại quân Tấn, tiến về Kiến Khang, giết chết Tư Mã Nguyên Hiển, Tư Mã Thượng Chi, Trương Pháp Thuận... và khống chế triều đình.

## Phản Hoàn Huyền và tự sát
Sau khi làm chủ Kiến Khang, Hoàn Huyền phong cho Lưu Lao Chi làm Chinh đông tướng quân, thái thú Cối Kê nhưng lại tước hết binh quyền của ông. Lưu Lao Chi biết họa lớn sắp đến, bèn chuẩn bị tạo phản. Lúc đó Lưu Kính Tuyên khuyên ông nên bất ngờ tập kích vào phủ của Hoàn Huyền, nhưng ông do dự chưa quyết định. Sau đó ông sai sứ đến gặp Lưu Dụ ở Hạ Bi và Cao Nhã Chi ở Quảng Lăng cầu xin giúp đỡ, nhưng Lưu Dụ thấy không đủ thực lực chống lại vạn quân của Hoàn Huyền nên không đồng ý.
Không được Lưu Dụ giúp đỡ, Lưu Lao Chi bèn hội các tướng tá dưới quyền bàn kế trấn thủ ở Giang Bắc phòng chống Hoàn Huyền. Bấy giờ có Tham quân Lưu Tập nói rằng Lưu Lao Chi đã ba lần phản chủ, không còn ai phục ông nữa. Lúc đó các tướng cũng bỏ trốn nhiều, nên Lưu Lao Chi cũng rất lo sợ, bèn sai Lưu Kính Tuyên về Kinh Khẩu đưa gia quyến của mình đến Quảng Lăng. Tuy nhiên Lưu Lao Chi thấy Kính Tuyên đi lâu không về, lại sợ Lưu Tập làm phản, bèn thắt cổ tự tử.
Lưu Kính Tuyên biết việc cha đã chết, bèn trốn sang Quảng Lăng. Các tướng của ông đem thi thể đi mai táng ở Đan Đồ. Về sau, Hoàn Huyền đánh tới nơi, cho đào quan tài của ông lên chém đầu.
Về sau Hoàn Huyền bị giết, Lưu Dụ khởi binh tiến về kinh, hạ lệnh khôi phục quan tước cho Lưu Lao Chi.